# Joe Motzko
Joseph Andrew „Joe“ Motzko (* 14. März 1980 in Bemidji, Minnesota) ist ein ehemaliger US-amerikanischer Eishockeyspieler, der im Verlauf seiner aktiven Karriere zwischen 1999 und 2014 unter anderem 450 Spiele in der American Hockey League (AHL) auf der Position des rechten Flügelstürmers bestritten hat. Darüber hinaus absolvierte Motzko weitere 25 Partien für die Columbus Blue Jackets, Anaheim Ducks, Washington Capitals und Atlanta Thrashers in der National Hockey League (NHL) und stand vier Spielzeiten beim ERC Ingolstadt aus der Deutschen Eishockey Liga (DEL) unter Vertrag. Mit den Anaheim Ducks gewann er im Jahr 2007 den Stanley Cup.

## Karriere

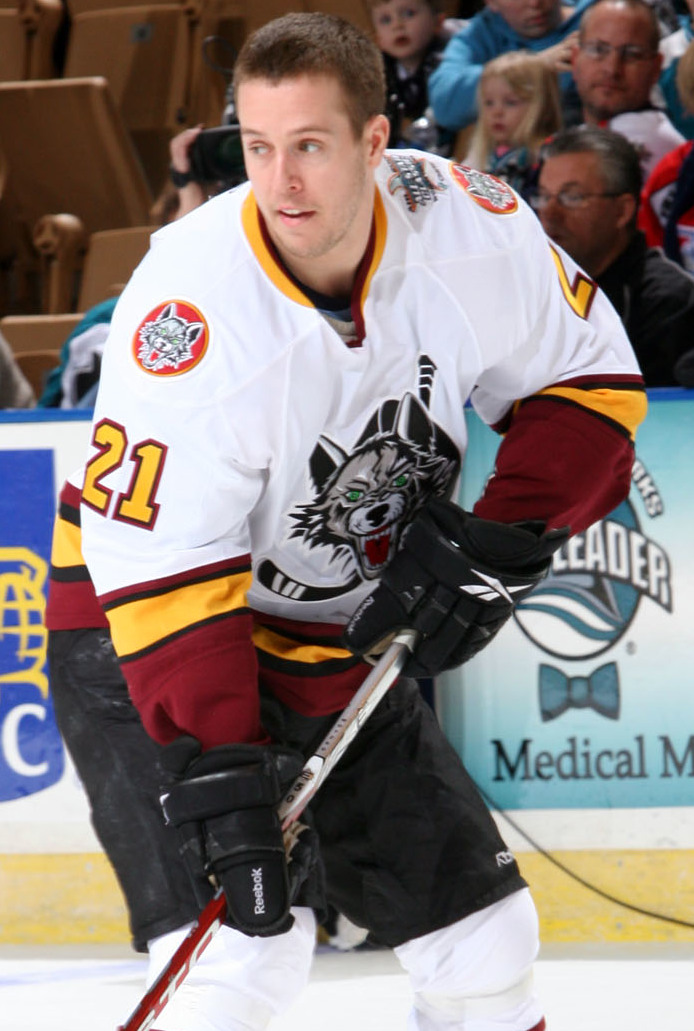
Motzko im Trikot der Chicago Wolves (2009)

Motzko begann seine Karriere als Eishockeyspieler bei den Omaha Lancers, für die er in der Saison 1998/99 in der United States Hockey League (USHL) aktiv war. Anschließend spielte er vier Jahre lang für die Mannschaft der St. Cloud State University in der National Collegiate Athletic Association (NCAA), ehe er gegen Ende der Saison 2002/03 erstmals im professionellen Eishockey auflief, als er in zwei Spielen für Syracuse Crunch, das Farmteam der Columbus Blue Jackets aus American Hockey League (AHL) auflief, die ihn im Mai 2003 verpflichtet hatten. In der folgenden Spielzeit gab der Angreifer sein Debüt in der National Hockey League (NHL) für Columbus, spielte den Großteil der Saison jedoch für Syracuse Crunch, für die er bis 2007 regelmäßig auf dem Eis stand, während er im NHL-Team der Blue Jackets nur sporadisch eingesetzt wurde. 
Im Januar 2007 gaben die Blue Jackets den Rechtsschützen an ihren Ligarivalen, die Anaheim Ducks, ab. Bis Saisonende absolvierte er 34 Spiele für deren AHL-Farmteam, die Portland Pirates, ehe die Ducks Motzko für die Stanley-Cup-Playoffs 2007 in ihren NHL-Kader beriefen. Beim späteren Stanley-Cup-Gewinn absolvierte der US-Amerikaner insgesamt drei Spiele. Im Sommer 2007 wechselte er zu den Washington Capitals, bei denen er sich jedoch ebenfalls nicht in der NHL durchsetzen konnte, so dass der Stürmer noch während der Saison 2007/08 gemeinsam mit Mark Hartigan und einem Viertrunden-Wahlrecht im NHL Entry Draft 2007 zu den Atlanta Thrashers transferiert wurde. Im Gegenzug wechselten Zenon Konopka, Curtis Glencross und ein Siebtrunden-Wahlrecht im selben Draft nach Washington. Bis zum Saisonende spielte der Flügelspieler ausschließlich für Atlantas AHL-Kooperationspartner Chicago Wolves, mit denen er den Calder Cup gewann. Auch in der Spielzeit 2008/09 stand Motzko überwiegend für Chicago in der AHL auf dem Eis, während er in sechs NHL-Spielen für die Thrashers ein Tor erzielte.
Am 16. Juli 2009 unterzeichnete der US-Amerikaner einen Vertrag beim HK MWD Balaschicha aus der Kontinentalen Hockey-Liga (KHL). Diesen verließ er allerdings bereits Mitte September desselben Jahres, ohne ein einziges Pflichtspiel zu absolvieren. Motzko schloss sich daraufhin dem ERC Ingolstadt aus der Deutschen Eishockey Liga (DEL) an, wo er in den folgenden vier Spielzeiten insgesamt 165 Scorerpunkte in 222 DEL-Spielen erzielte. In der Saison 2013/14 stand der Flügelstürmer für den EC Red Bull Salzburg in der österreichischen Erste Bank Eishockey Liga (EBEL) auf dem Eis, ehe er im November 2014 von Ritten Sport aus der italienischen Serie A verpflichtet wurde. Für die Südtiroler absolvierte er jedoch lediglich ein Spiel in der höchsten italienischen Spielklasse, anschließend beendete der US-Amerikaner im Alter von 34 Jahren seine aktive Karriere.

## Erfolge und Auszeichnungen
| - 2001 Broadmoor-Trophy-Gewinn mit der St. Cloud State University - 2007 Teilnahme am AHL All-Star Classic - 2007 Stanley-Cup-Gewinn mit den Anaheim Ducks | - 2008 Teilnahme am AHL All-Star Classic - 2008 Calder-Cup-Gewinn mit den Chicago Wolves - 2009 Teilnahme am AHL All-Star Classic |

## Karrierestatistik
(Legende zur Spielerstatistik: Sp oder GP = absolvierte Spiele; T oder G = erzielte Tore; V oder A = erzielte Assists; Pkt oder Pts = erzielte Scorerpunkte; SM oder PIM = erhaltene Strafminuten; +/− = Plus/Minus-Bilanz; PP = erzielte Überzahltore; SH = erzielte Unterzahltore; GW = erzielte Siegtore; 1 Play-downs/Relegation; Kursiv: Statistik nicht vollständig)